# Rani mraz
Rani mraz je bio jugoslavenski rock sastav iz Novog Sada, kojeg je 1977. godine formirao bivši član Žetve,  Đorđe Balašević. Sastav je objavio dva albuma prije nego što je rasformiran 1981.

## Povijest
Rani mraz su formirali bivši članovi sastava Žetva, Đorđe Balašević i Verica Todorović krajem 1977. godine. Naziv Rani mraz sastav je dobio po jednoj ruskoj poslovici: "Ako se nadaš dobroj žetvi, čuvaj se ranog mraza". U prvoj postavi sastava također je bio i gitarista Vladimir Knežević Knez. Svoj prvi nastup imali su u prosincu 1977. na izboru sportaša godine u beogradskoj dvorani Pionir, gdje su izveli Žetvin čuveni hit "U razdeljak te ljubim", međutim, tada s alternativnim stihovima "U levicu te ljubim", posvećenu boksaču Mati Parlovu. Ubrzo nakon toga, Balašević je pozvan na Radio Novi Sad, snimiti jednu od njegovih pjesama, kojom će predstavljati Radio Novi Sad na festivalu u Opatiji 1978. godine. Izabrana je pjesma "Moja prva ljubav" i ona je snimljena s članovima sastava Neoplanti, pošto Rani mraz još nije imao članove. Singl su snimili, osim Balaševića, Todorović i Knežević, Balaševićev prijatelj Slobodan Pavković, nogometaš koji je u to vrijeme igrao za FK Vojvodina. Iako Rani mraz nije pobijedio na festivalu, pjesma je postala hit, i singl, koji je izdao Jugoton, je bio prodat u više od 130 000 primjeraka.
Sastav je nastupao pred predsjednikom Josipom Brozim, i za tu prigodu Balašević je napisao pjesmu "Računajte na nas". S ovom pjesmom Balašević se pojavio na Omladinskom festivalu u Subotici. Ubrzo, na savjet novinara Pece Popovića, bivši članovi Suncokreta Bora Đorđević i Biljana Krstić pridružili su se sastavu, postajući članovi najpoznatije, ali kratkotrajne postave Ranog mraza. Ova postava je snimila "Računajte na nas" i objavila ga kao singl, s pjesmom "Strašan žulj" na B strani. Ova pjesma je ubrzo postala himna jugoslavenske omladine. Čitaoci magazina Džuboks izabrali su "Računajte na nas" za singl godine, i Balaševića izabrali za trećeg na listi najboljih skladatelja (iza Gorana Bregovića i Radomira Mihajlovića). Tijekom ljeta 1978., Rani mraz je održao brojne koncerte u beogradskom Domu omladine. Balašević je zabavljao publiku svojim humorističkim pričama. Nakon snimanja singla s pjesmama "Oprosti mi Katrin" i "Život je more", Bora Đorđević je napustio sastav, nakon čega je formirao sastav Riblju čorbu. Sastavu su se pridružili klavijaturista Aleksandar Dujin Duja i bas-gitarista Aleksandar Kravić Caki.
Rani mraz je svoj prvi album Mojoj mami umesto maturske slike u izlogu objavio 1979. U vrijeme kad je album snimljen, Krstić i Balašević su bili jedini članovi sastava, pa su na snimanju sudjelovali: Bojan Hreljac (bas-gitara), Vladimir Furduj (bubnjevi), Sloba Marković (klavijature) i Mića Marković (saksofon). Produkciju je uradio Josip Boček, koji je također svirao gitaru. S ovog albuma su poznatije pjesme "Sve je dobro što se dobro svrši", "Mnogo mi znači to", '"Neki novi klinci" i "Drago mi je zbog mog starog". Tijekom ljeta, Đorđe Balašević i Biljana Krstić, sa sastavom Neoplanti održali su brojne koncerte diljem Jugoslavije. U to vrijeme, Balašević je počeo držati svoje poznate humorističke monologe. Pjesnici Mika Antić i Pero Zubac su gostovali na nekim koncertima Ranog mraza. Na splitskom glazbenom festivalu, Balašević je osvojio prvo mjesto s pjesmom "Panonski mornar". U rujnu, Rani mraz je održao osam rasprodanih koncerata u beogradskom Domu sindikata.
Balašević i Krstić 1980. godine objavili su Odlazi cirkus, njihov drugi i zadnji album pod imenom Rani mraz. S albuma su se izdvojili hitovi "Priča o Vasi Ladačkom", "Mirka" i "Menuet". Godine 1982. Balašević je objavio album Pub, kojim je službeno započeo solo karijeru.